# پاول کولوبکف
پاول کولوبکف (روسی: Павел Анатольевич Колобков؛ زادهٔ ۲۲ سپتامبر ۱۹۶۹) شمشیرباز بازنشستهٔ اسلحهٔ اپه و سیاستمدار اهل روسیه است. او بین سالهای ۱۹۸۸ تا ۲۰۰۴ در پنج المپیک موفق به کسب یک مدال طلا، دو نقره و سه برنز شد. او همچنین ۵ مدال طلای مسابقات قهرمانی جهان (شامل ۴ طلای انفرادی) را در کارنامه دارد.
کولوبکف هم‌اکنون وزیر ورزش روسیه است.